# Beating the Game (film van Victor Schertzinger)
Beating the Game is een Amerikaanse misdaadfilm uit 1921 onder regie van Victor Schertzinger.

## Verhaal
Na zijn inbraak in de woning van de criminoloog G.B. Lawson denkt de brandkastkraker Charlie dat hij een andere dief heeft beroofd. Uit professionele hoffelijkheid licht hij zijn slachtoffer in over de inbraak. In plaats van de politie op te bellen sluit Lawson een akkoord met de dief. Omdat hij gelooft dat Charlie meer kan verdienen als een eerlijk zakenman, leent hij hem het geld om een eigen zaak te beginnen. Op het eind van het jaar zullen ze de winst verdelen.

## Rolverdeling
| Acteur              | Personage         |
| ------------------- | ----------------- |
| Tom Moore           | Charlie           |
| Hazel Daly          | Nellie Brown      |
| DeWitt Jennings     | G.B. Lawson       |
| Richard Rosson      | Ben Fanchette     |
| Nick Cogley         | Slipper Jones     |
| Tom Ricketts        | Jules Fanchette   |
| Lydia Knott         | Mevrouw Fanchette |
| William Orlamond    | Bankdirecteur     |
| Lydia Yeamans Titus | Angelica          |